# Ludwig Türck
Ludwig Türck, född 2 juni 1810 i Wien, död där 25 februari 1868, var en österrikisk läkare.
Türck blev medicine doktor i Wien 1836, studerade till en början främst nervsjukdomar och utgav flera avhandlingar rörande dessa. Från 1857 ägnade han sig helt åt struphuvudets sjukdomar. Han var den förste, som praktiskt använde larynxspegeln för diagnostiska och operativa ändamål; han meddelade i Praktische Anleitung zur Laryngoskopie (1860) och Klinik der Krankheiten des Kehlkopfes and der Luftröhre (med atlas, 1866) resultaten av sin erfarenhet av detta.